# Ooh Shooby Doo Doo Lang
Ooh Shooby Doo Doo Lang è il terzo singolo della cantante disco scozzese Aneka, pubblicato nel febbraio del 1982 dall'etichetta discografica Hansa.
La canzone, scritta da Bobbie Heatlie e prodotta da lui stesso insieme a Neil Ross, è stata estratta dall'album di debutto della cantante Japanese Boy ed è entrata in classifica in Austria e Paesi Bassi.

## Tracce
12" Maxi (Hansa 600 548)
1. Ooh Shooby Doo Doo Lang (Long Version) - 6:10
2. Could It Last a Little Longer - 3:50

7" Single (Hansa 104 133)
1. Ooh Shooby Doo Doo Lang - 3:55
2. Could It Last a Little Longer - 3:50

## Classifiche
| Classifica (1982) | Posizione raggiunta |
| ----------------- | ------------------- |
| Austria           | 8                   |
| Paesi Bassi       | 41                  |